# Asambleas del Partido Republicano de 2008 en Nevada
Las asambleas republicanas de Nevada, 2008 fueron el 19 de enero, el mismo día que primarias republicanas de Carolina del Sur, con 31 delegados en juego. Mitt Romney fue el ganador en Nevada con el 51% de los votos, con Ron Paul en segundo lugar. la mitad de los votos de Romney fueron de Mormones, mientras que dos tercios de los votos independientes favorecieron a Paul. Según la prensa local de Las Vegas Sun, los republicanos fueron a votar en grandes cantidades; Según CNN el voto republicano fue 4% más a comparación de los votos demócratas.

## Proceso
Las asambleas del partido republicano son asambleas cerradas y abiertas para aquellos que se registraron los 30 días previos a las asambleas, y a los que tienen 17 años de edad y son elegibles para las elecciones del 4 de noviembre de 2008. Como en la mayoría de las asambleas republicanas, hay dos componentes. Primero, los delegados son elegidos de entre los asistentes. Estos delegados representarán a los asambleístas en la convención de condados en marzo, y generalmente ellos anuncian a quien apoyan como presidente, y por qué ellos deben ir a la convención de condados. La elección de delegados es por la "muestra de manos". Después, un defensor de la campaña de cada uno habla en nombre de su candidato. Finalmente, una encuesta, que se llama Preferencia encuesta presidencial, y que es tomado por todos en una sala. Esta encuesta preferencial es una votación secreta con los nombres de los candidatos impresos en las boletas.
Aunque los medios reportaron los resultados de la encuesta, y asignaron delegados proporcionalmente basados en los votos de la encuesta, es la convención de condados y la convención estatal quien determina quien va a la convención republicana nacional. Así, todos los delegados no están comprometidos hasta abril, aunque ellos generalmente representarán a los seguidores republicanos de las encuestas de las asambleas.

## Resultados
Aunque los delegados no están comprometidos para los candidatos, si no, hasta la convención estatal, ellos son repartidos proporcionalmente.
| Candidato     | Votos  | Porcentajes | Delegados |
| ------------- | ------ | ----------- | --------- |
| Mitt Romney   | 22.649 | 51,1%       | 18        |
| Ron Paul      | 6.087  | 13,73%      | 4         |
| John McCain   | 5.651  | 12,75%      | 4         |
| Mike Huckabee | 3.616  | 8,16%       | 2         |
| Fred Thompson | 3.521  | 7,94%       | 2         |
| Rudy Giuliani | 1.910  | 4,31%       | 1         |
| Duncan Hunter | 890    | 2,01%       | 0         |
| Total         | 44.324 | 100%        | 31        |